# Charles Ellet, junior
Charles Ellet, junior est un ingénieur civil et un militaire américain, né dans le comté de Bucks, Pennsylvanie, le 1er janvier 1810, et mort à Cairo à la suite des blessures reçues à la première bataille de Memphis le 21 juin 1862 .

## Biographie
En 1827, il est employé comme assistant surveillant pour les travaux de le fleuve Susquehanna sous la direction de Canvas White puis pour le Chesapeake and Ohio Canal avec Benjamin Wright qui le nomme assistant ingénieur.
Il démissionne en 1830 et décide de visiter l'Europe et va étudier le génie civil à l'École des Ponts et Chaussées. Il va découvrir la conception des ponts suspendus de Marc Seguin avec des câbles en fil de fer.
Il revient aux États-Unis en 1832 et soumet des projets de pont suspendu pour traverser le Potomac pour remplacer le pont construit en 1808. Il était en avance sur son temps et les responsables du gouvernement étaient peu disposés à confier à un jeune ingénieur peu expérimenté la réalisation d'un ouvrage important. Il va alors travailler avec Benjamin Wright sur le projet New York and Erie Railroad pour lequel il remet un rapport en janvier 1835. Il suit ensuite Benjamin Wright sur le James River and Kanawha Canal, en Virginie. Quand Wright donne sa démission, Ellet est nommé ingénieur en chef du projet pendant quatre ans.
En septembre 1838, le Colossus Bridge franchissant la Schuylkill à Fairmount, Philadelphie, construit par  Lewis Wernwag est détruit par le feu. Charles Ellett propose immédiatement de remplacer le pont par un pont suspendu. Il publie en 1839 une note de 12 pages pour promouvoir les ponts suspendus à câble. Il construit en 1842 le premier grand pont suspendu à câble des États-Unis à la place du Colossus Bridge.
En 1839, il propose à la ville de Saint-Louis de construire un pont pour franchir le Mississippi. Une commission réunie par le maire de la ville accepte de lui payer 1 000 US $ une étude sur la faisabilité du projet et l'estimation de son coût. Il propose de construire un pont dont une partie serait un pont suspendu dont la travée centrale aurait une portée de 365 m (1 200 pieds). Le coût était estimé à 737 566 US $. Finalement le conseil municipal et le maire ont jugé que le projet était risqué et trop cher. Le pont sur le Mississippi n'a été construit qu'à partir de 1867 par James Buchanan Eads.

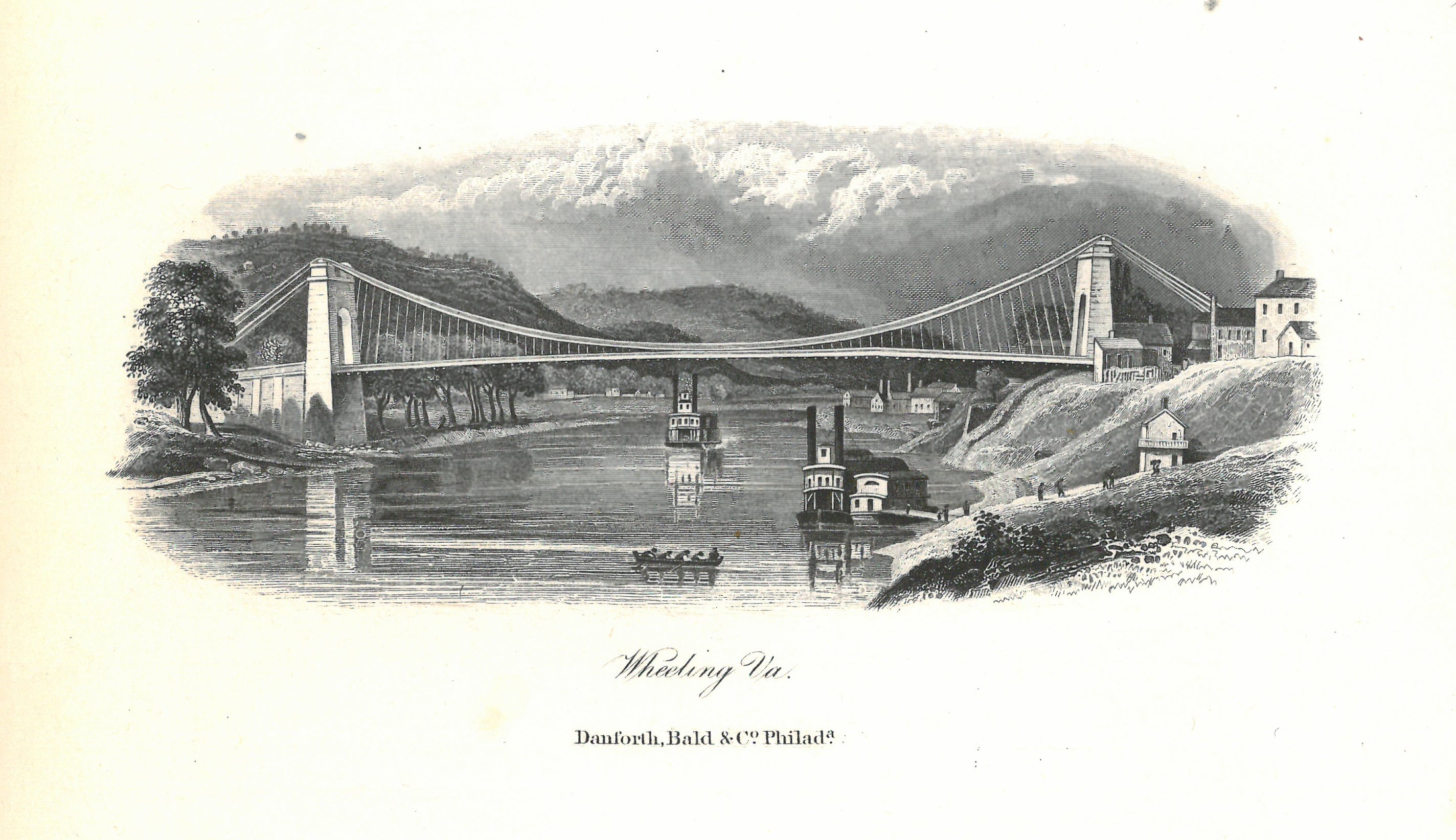
Le pont suspendu de Wheeling en 1850 (lithographie)

Il va ensuite battre un record en construisant entre 1848 et 1851 le pont suspendu de Wheeling au-dessus de l'Ohio, à Wheeling (Virginie-Occidentale) dont il avait remporté le contrat en juillet 1847. Ce pont a une travée centrale de 308 m de portée et bat le record de portée détenu jusque-là par le Grand pont suspendu de Fribourg. Ce pont a été détruit par un violent coup de vent en 1854 qui a entraîné de violents mouvements du tablier. John Roebling a critiqué la conception du pont. Il a reconstruit le pont en 1859 en le renforçant. Les critiques de Roebling ont été prises en compte dans des modifications faites en 1872.
Dans le même temps il construit un pont suspendu provisoire qui doit permettre le franchissement de chutes du Niagara avant la construction du pont suspendu des chutes du Niagara. Charles Ellet inaugure le pont provisoire le 29 juillet 1848. Les compagnies lui reprochant son retard dans la construction du pont provisoire refusèrent de lui payer la totalité du devis. Charles Ellett fit alors monter un canon sur le pont à la limite de la part du pont qui ne lui avait pas été payé et qu'il considérait comme lui appartenant. Après un procès, les compagnies lui ont payé 10 000 $.
Il a aussi construit des lignes de chemin de fer en Pennsylvanie et en Virginie. Il a développé des théories sur le contrôle des crues et la navigation sur les rivières. En 1849, il s'est fait l'avocat pour la construction de bassins de retenue pour absorber les eaux pendant la saison pluvieuse pour sécuriser la navigation. En 1850, le Secrétaire à la Guerre des États-Unis, conformément à un Acte du Congrès de faire des relevés et de rédiger un rapport sur le Mississippi et l'Ohio avec des propositions de plans pour prévenir les crues et sécuriser la navigation. Le rapport fourni est très complet et a inspiré les mesures mises en œuvre plus tard.
En 1854, le SS Arctic est percuté par le navire français Vesta dix fois plus petit. C'est pourtant le SS Arttic qui coule parce que le choc a provoqué un trou sous la ligne de flottaison. Cet accident lui aurait donné l'idée de placer des éperons sur les navires à vapeur comme armes. Cette proposition est rejetée par la Marine de guerre américaine. Il publie un pamphlet en 1855 pour défendre son idée.
Juste avant le début de la Guerre de Sécession, le Secrétaire à la Guerre Edwin M. Stanton le nomme colonel pour développer une flotte des navires-béliers des États-Unis. Il meurt de ses blessures quinze jours après la première bataille de Memphis où il commandait le USS Queen of the West.
Le rapport sur les crues dans le delta du Mississippi qu'il a rédigé en 1852 a inspiré les travaux ultérieurs sur la construction des digues de protection de la Nouvelle Orléans. Il a noté que la réalisation de digues pouvait provoquer une augmentation du niveau des crues.

## Publications
- A Map of the County of Philadelphia from Actual Survey Made Under the Direction of Charles Ellet, Jr., Civil Engineer, and in Accordance with the Act of Assembly passed June 30th, 1839 (University Archives and Records Center)
- The position and prospects of Schuylkill navigation company, Phoilidelphia, 1845
- Report of the overfows of the delta of the Mississippi River, Hamilton, 1852
- Coast and harbour defences', or the substitution of steam battering rams for ships of war, Clark, Philadelphia, 1855